# 北品川
北品川（きたしながわ）は、東京都品川区の町名。現行行政地名は北品川一丁目から北品川六丁目。住居表示実施済区域。
かつての品川宿（江戸時代）の北半分に相当する。

## 地理

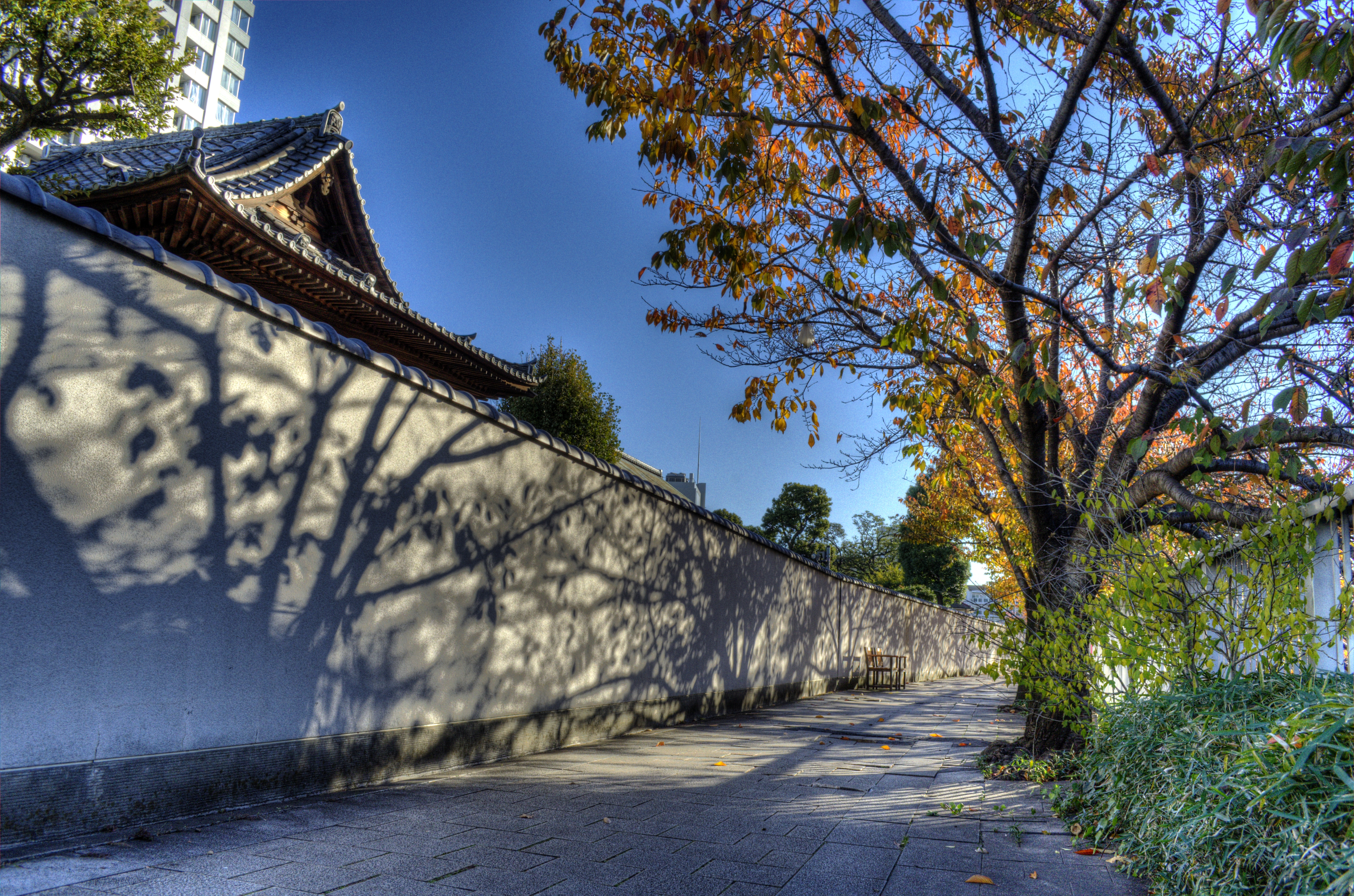
北品川三丁目（2013年11月）

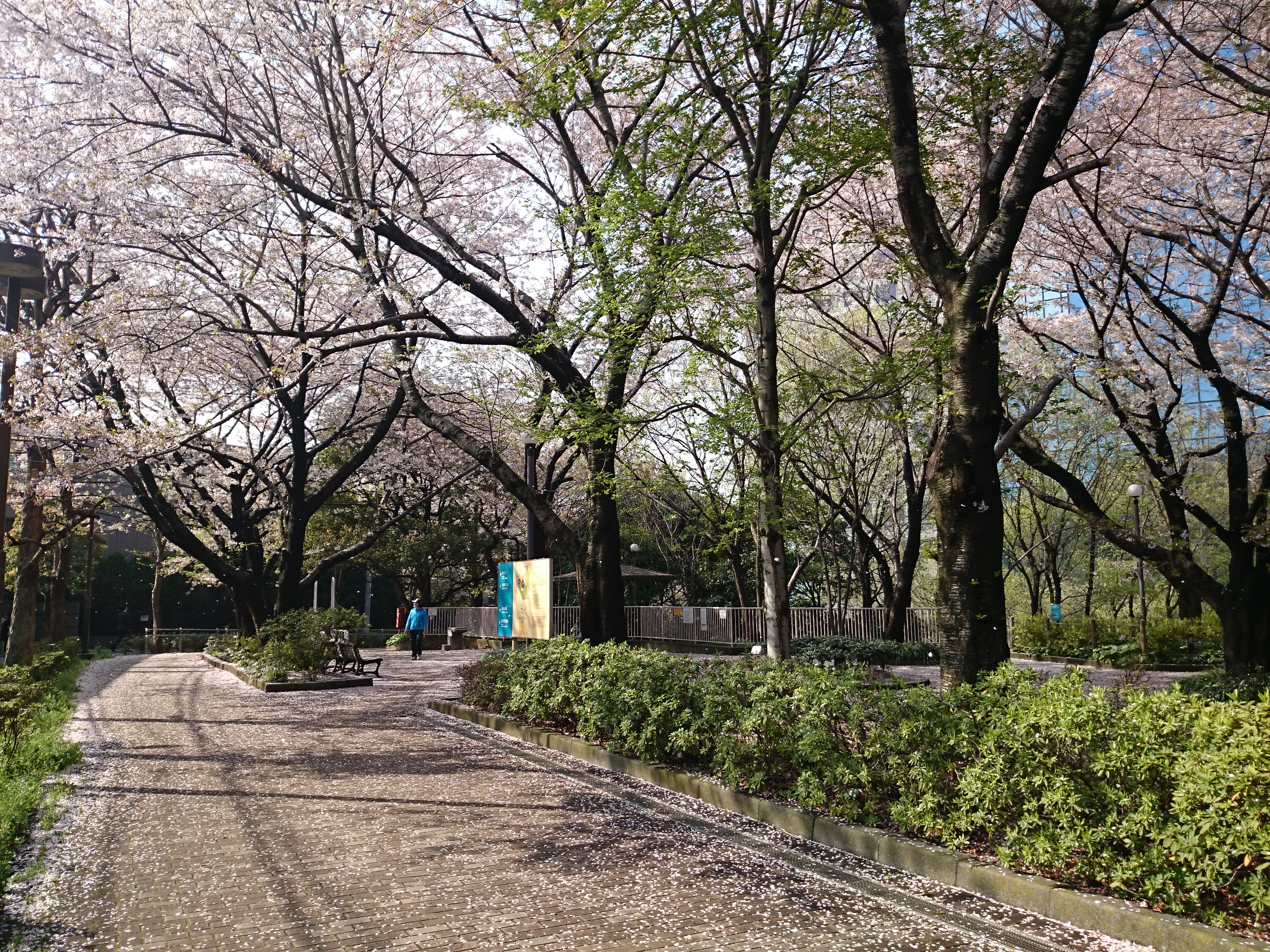
北品川五丁目（2015年4月）

品川区の北部に位置する。町域北部は港区高輪・港区港南に接する。東部は概ね八ツ山通りに接し、これを境に品川区東品川に接する。南部から南西部にかけては目黒川に接し、これを境に品川区南品川・品川区広町・品川区大崎にそれぞれ接する。西部は品川区東五反田に接する。町域内には住宅、オフィス、寺院、商店などが見られる。一丁目・二丁目内には旧東海道があり、かつての品川宿の名残を見ることができる。三丁目・四丁目・五丁目には高級住宅地として知られる御殿山がある。地名に由来する北品川駅は品川駅の南に位置する。これは旧来の品川が現在の品川区に当たり、品川駅はそれより北の港区に作られたことに起因する。
北品川一丁目
町域北東部。北端付近は品川インターシティ傍になる。八ツ山通りを境に東側はオフィスビルやマンションが見られる。八ツ山通り西側には住宅や北品川本通り（旧東海道）沿いなどに商店が見られる。地域西部には第一京浜が通っており、北品川三丁目と接している。第一京浜と平行して京急本線が通っており、北品川一丁目内には北品川駅がある。東部には天王洲運河が見られる。
北品川二丁目
町域南東部。区域内は北側の一丁目から続く旧東海道沿いに商店や寺院・神社が見られる。他の地域は住宅地。一丁目同様に西部には第一京浜が通っており、北品川三丁目と接している。また、第一京浜と平行して京急本線が通っており、北品川二丁目内には新馬場駅北口がある（新馬場駅は南端の目黒川を跨ぐ形であり、南口は南品川になる）。また、町域内を東西に山手通りが横断している。区域内には品川の南の鎮守である荏原神社がある。
北品川三丁目
町域中部。東部は第一京浜に接しており、東側には北品川一丁目・二丁目がある。西側にはJR山手線・東海道本線などの線路に接し、北品川四丁目に接する。また区域南部を山手通りが通っている。三丁目の北部は「御殿山」と呼ばれる城南五山の一つとして知られる高級住宅地の一角がある（御殿山は北品川四丁目・五丁目一帯も該当する）。地域内は住宅のほか、マンションやビル、学校などが見られる。品川の北の鎮守である品川神社も三丁目にある。
北品川四丁目
町域中西部。区域東部はJR線の線路に接し、北品川三丁目になる。西部は御殿山通りなどを境に、北品川五丁目と接する。一帯は「御殿山」と呼ばれる高級住宅地として知られる。邸宅やマンションが見られるほか、JRの線路沿いには御殿山トラストシティ（旧：御殿山ヒルズ→御殿山ガーデン）という高層マンションとオフィスビル・ホテルなどの複合建造物が設置され、付近のランドマークにもなっている。また、区域北東端の新八ツ山橋・八ツ山橋付近は幹線道路が集まっており交通の要所としても知られる。
北品川五丁目
町域西部。東側は北品川四丁目。北側は北品川六丁目になる。当地も「御殿山」と呼ばれる一帯で邸宅や高級マンションが多く見られる。区域北端に八ツ山の坂（通称ソニー通り）、区域内に小関通りが通る。かつては、北部にある六丁目とともにソニーの本社や関連施設があったが、五丁目にソニー御殿山テクノロジーセンターを残し、2007年に港区港南一丁目（品川駅東側）へ移転した。2012年4月に着工した「北品川五丁目第1地区第一種市街地再開発事業」が2015年5月にパークシティ大崎として開業。超高層ビル大崎ブライトタワーや超高層マンションパークシティ大崎 ザ タワーなど7棟からなる複合商業施設が付近の新たなランドマークになっている。
北品川六丁目
町域北西部。かつては五丁目とともにソニーの関連施設があったが、港区港南に移転した。合計面積2万5千平方メートル以上に及ぶその跡地はソニーから積水ハウスに売却され、オフィスビルやマンションとして2011年に再開発された。他にも邸宅やマンションが見られる。また北品川六丁目から北部の港区高輪四丁目・北品川四丁目の北部付近には城南五山の一つ「八ツ山」があった。名の由来は諸説あるが江戸時代に埋め立てなどに八ツ山の土が使われ、切り崩され平地となり、現在は付近の交差点や道路などに名前が残されている。

### 地価
住宅地の地価は、2025年（令和7年）1月1日の公示地価によれば、北品川1-8-14の地点で164万円/m2、北品川5-14-12の地点で116万円/m2となっている。

## 世帯数と人口
2023年（令和5年）1月1日現在（東京都発表）の世帯数と人口は以下の通りである。
| 丁目         | 世帯数     | 人口     |
| ------------ | ---------- | -------- |
| 北品川一丁目 | 2,213世帯  | 3,327人  |
| 北品川二丁目 | 1,975世帯  | 3,191人  |
| 北品川三丁目 | 1,951世帯  | 3,653人  |
| 北品川四丁目 | 767世帯    | 1,617人  |
| 北品川五丁目 | 3,364世帯  | 6,961人  |
| 北品川六丁目 | 422世帯    | 854人    |
| 計           | 10,692世帯 | 19,603人 |

### 人口の変遷
国勢調査による人口の推移。
| 年                 | 人口   |
| ------------------ | ------ |
| 1995年（平成7年）  | 13,846 |
| 2000年（平成12年） | 14,108 |
| 2005年（平成17年） | 15,093 |
| 2010年（平成22年） | 16,579 |
| 2015年（平成27年） | 19,031 |
| 2020年（令和2年）  | 20,987 |

### 世帯数の変遷
国勢調査による世帯数の推移。
| 年                 | 世帯数 |
| ------------------ | ------ |
| 1995年（平成7年）  | 6,232  |
| 2000年（平成12年） | 6,820  |
| 2005年（平成17年） | 7,777  |
| 2010年（平成22年） | 8,995  |
| 2015年（平成27年） | 10,340 |
| 2020年（令和2年）  | 11,615 |

## 学区
区立小・中学校に通う場合、学区は以下の通りとなる。
| 丁目         | 番地                                                            | 小学校                 | 中学校             |
| ------------ | --------------------------------------------------------------- | ---------------------- | ------------------ |
| 北品川一丁目 | 全域                                                            | 品川区立台場小学校     | 品川区立品川学園   |
| 北品川二丁目 | 1〜19番 20番1〜11号、18〜25号 21〜29番、30番10〜28号 34番3〜5号 | 品川区立台場小学校     | 品川区立品川学園   |
| 北品川二丁目 | その他                                                          | 品川区立城南第二小学校 | 品川区立東海中学校 |
| 北品川三丁目 | 全域                                                            | 品川区立品川学園       | 品川区立品川学園   |
| 北品川四丁目 | 全域                                                            | 品川区立御殿山小学校   | 品川区立品川学園   |
| 北品川五丁目 | 全域                                                            | 品川区立御殿山小学校   | 品川区立品川学園   |
| 北品川六丁目 | 全域                                                            | 品川区立御殿山小学校   | 品川区立品川学園   |

## 交通
一丁目から三丁目は主に北品川駅・新馬場駅が利用される。四丁目・五丁目は大崎駅が、六丁目は品川駅が主に利用されることが多い。他に、品川駅からの路線バスの便もある。

### 鉄道
- 京急本線北品川駅
- 京急本線新馬場駅

### バス
- 御殿山小学校前（旧ソニー前）[15]停留所（都営バス反96系統）
- 御殿山停留所（都営バス反96系統）
- 八ツ山橋停留所（都営バス反96系統）
- 品川車庫前停留所（都営バス品93・田92・浜95・品97系統）
- 東品川一丁目停留所（都営バス品93・田92・浜95・品97系統）
- 北品川二丁目停留所（都営バス品93・品97系統）
- 北品川停留所（東急バス品94系統・渋43[16]・井50[17]、都営バス品93・品97系統）
- 新馬場駅前停留所（東急バス渋41・渋43・井50・品94系統）

## 事業所
2021年（令和3年）現在の経済センサス調査による事業所数と従業員数は以下の通りである。
| 丁目         | 事業所数  | 従業員数 |
| ------------ | --------- | -------- |
| 北品川一丁目 | 275事業所 | 4,162人  |
| 北品川二丁目 | 178事業所 | 1,391人  |
| 北品川三丁目 | 117事業所 | 4,150人  |
| 北品川四丁目 | 107事業所 | 3,478人  |
| 北品川五丁目 | 270事業所 | 15,445人 |
| 北品川六丁目 | 48事業所  | 5,169人  |
| 計           | 995事業所 | 33,795人 |

### 事業者数の変遷
経済センサスによる事業所数の推移。
| 年                 | 事業者数 |
| ------------------ | -------- |
| 2016年（平成28年） | 853      |
| 2021年（令和3年）  | 995      |

### 従業員数の変遷
経済センサスによる従業員数の推移。
| 年                 | 従業員数 |
| ------------------ | -------- |
| 2016年（平成28年） | 21,703   |
| 2021年（令和3年）  | 33,795   |

## 施設
北品川一丁目
- 都営バス品川営業所
- 品川区立東八ツ山公園
- 時宗善福寺
- 品川志匠会病院

北品川二丁目
- 真宗大谷派正徳寺
- 浄土宗法禅寺
- 日蓮宗本照寺
- 天台宗養願寺
- 荏原神社
- 品川区立北浜公園
- 品川区立聖蹟公園
- 財団法人六行会・六行会ホール
- 品川区立品川図書館

北品川三丁目
- 品川区立品川学園
- 品川女子学院中等部・高等部
- 品川区立子供の森公園
- 品川区立権現山公園
- 臨済宗大徳寺派東海寺
- 品川神社
- 品川消防署
- 品川区医師会
- 品川保健センター（旧品川区役所跡地）
- 第三北品川病院

北品川四丁目
- 御殿山トラストシティ（旧：御殿山ガーデン）
  - 御殿山トラストタワー
  - 東京マリオットホテル（旧：ホテルラフォーレ東京）
  - 御殿山庭園
  - ガーデンレストラン八ツ山
- 駐日ミャンマー大使館
- キリスト品川教会

北品川五丁目
- 品川区立御殿山小学校
- パークシティ大崎
- 品川リハビリテーションパーク
- 品川区立大崎図書館
- 冠心会大崎病院東京ハートセンター
- カナディアンインターナショナルスクール
- 神戸製鋼所東京本社（登記上の本店は神戸市中央区）
- コベルコ建機東京本社（登記上の本店は広島市佐伯区）
- ソニーグループ御殿山テクノロジーセンター（旧：ソニー本社3号館）
- 住友不動産大崎ツインビル東館
  - 小糸製作所本社
  - アップフロントグループ

北品川六丁目
- 駐日ブルネイ大使館
- ガーデンシティ品川御殿山（旧：ソニー本社跡地）
  - スリーエム ジャパン本社、Chubb損害保険本社、ジャガーランドローバージャパン本社、日本総合研究所大崎第二オフィス
  - 品川区立御殿山の丘公園
- ドイツ語福音教会（Kreuzkirche Tokyo）

かつて存在した施設
- ソニー本社（北品川五丁目・六丁目）
- ソニー歴史資料館（北品川六丁目）
- 原美術館（北品川四丁目）

## 出身・ゆかりのある人物
- 島倉千代子（歌手）
- 四代目 橘家圓蔵（落語家） - 北品川に在住し「品川の圓蔵」「品川の師匠」と呼ばれた。
- 服部真澄（作家）

## その他

### 日本郵便
- 集配担当する郵便局と郵便番号は以下の通りである[20]

| 丁目                 | 郵便番号 | 郵便局     |
| -------------------- | -------- | ---------- |
| 北品川一丁目〜四丁目 | 140-0001 | 品川郵便局 |
| 北品川五丁目〜六丁目 | 141-0001 | 大崎郵便局 |